# 荨麻叶玄参
荨麻叶玄参（学名：Scrophularia urticifolia）为玄参科玄参属下的一个种。

## 扩展阅读
- 維基物種上的相關：荨麻叶玄参